# Nauta (Stadt)
Nauta ist die Hauptstadt der Provinz Loreto in der Region Loreto im Nordosten von Peru. Die Stadt ist auch Verwaltungssitz des gleichnamigen Distrikts. Die Stadt hatte beim Zensus 2017 19.551 Einwohner, 10 Jahre zuvor lag die Einwohnerzahl bei 14.646.
Die Stadt Nauta liegt im peruanischen Amazonastiefland 93 km südsüdwestlich der Regionshauptstadt Iquitos am nördlichen Flussufer des Río Marañón, 15 km oberhalb dessen Vereinigung mit dem Río Ucayali zum Amazonas. Die Stadt hat einen wichtigen Binnenhafen. Nach Iquitos führt eine Straße.